# Keystone, West Virginia
Keystone är en ort i McDowell County i West Virginia i USA. Vid 2010 års folkräkning hade Keystone 282 invånare.